# 伊尔沃科 (华盛顿州)
伊尔沃科（英文：Ilwaco），是美国华盛顿州太平洋县下属的一座城市。根据 2000年美国人口普查，该市有人口950人。根据2010年美国人口普查，该市有人口936人。而2011年估计该市有936人。